# الدورادو برج الأعمال
الدورادو برج الأعمال (بالبرتغالية: Eldorado Business Tower‏) هو ناطحة سحاب في مدينة ساو باولو. له 141 مترا، والأرضيات 36 و107.244 متر مربع. اكتمل في عام 2007.